# Ostendemanifestet
Oostende-manifestet kallas ett dokument som skrevs under överläggningar i Oostende, Belgien1854 mellan USA:s sändebud i London, Paris och Madrid - demokraterna James Buchanan, John Y. Mason och Pierre Soulé - vilka sammanträtt på initiativ av utrikesministern William L. Marcy för att diskutera utsikterna att förvärva ön Kuba till USA från Spanien. 
I de tre diplomaternas utlåtande förklarades bland annat att "Unionen kan aldrig njuta lugn eller äga pålitlig trygghet, så länge icke Kuba är inneslutet inom dess gränser". Ville Spanien inte sälja Kuba till USA, antyddes det att denna ö helt enkelt borde annekteras. Som motivering för en dylik åtgärd anfördes, att det amerikanska folket skulle
"begå lågsinnat förräderi mot sina efterkommande", om det tillät att Kuba "afrikaniserades" och blev ett nytt Santo Domingo med åtföljande fasor för den "vita rasen" och faror för själva USA:s bestånd. De tre diplomaternas betänkande ogillades av Marcy och väckte, då det offentliggjordes, livligt uppseende både i Europa och USA genom det oförbehållsamma påyrkandet från så auktoritativt håll av i sista hand annektering av en del av en från officiell synpunkt vänskapligt sinnad makts område. 